# Karayevkend
Karayevkend är en ort i Azerbajdzjan.   Den ligger i distriktet Saatlı Rayonu, i den sydöstra delen av landet, 120 km väster om huvudstaden Baku. Antalet invånare är 2 561.
Terrängen runt Karayevkend är mycket platt. Närmaste större samhälle är Sabirabad, 18,3 km nordväst om Karayevkend.
Trakten runt Karayevkend består till största delen av jordbruksmark. Runt Karayevkend är det ganska tätbefolkat, med 72 invånare per kvadratkilometer.